# Christian Puff
|  | Dieser Artikel wurde aufgrund von formalen oder inhaltlichen Mängeln in der Qualitätssicherung Biologie zur Verbesserung eingetragen. Dies geschieht, um die Qualität der Biologie-Artikel auf ein akzeptables Niveau zu bringen. Bitte hilf mit, diesen Artikel zu verbessern! Artikel, die nicht signifikant verbessert werden, können gegebenenfalls gelöscht werden. Lies dazu auch die näheren Informationen in den Mindestanforderungen an Biologie-Artikel. |

Christian Puff (* 8. Dezember 1949 in Graz; † 2013) war ein österreichischer Botaniker. Er war außerordentlicher Universitätsprofessor an der Universität Wien und beschäftigte sich vorwiegend mit Rötegewächsen (Rubiaceae).
Sein botanisches Autorenkürzel lautet „Puff“.

## Werke
- 1986: A biosystematic study of the African and Madagascan Rubiaceae-Anthospermeae. Ed. Springer-Verlag. 532 pp. ISBN 3-211-81919-3
- 1991: The genus Paederia L. (Rubiaceae-Paederieae) : a multidisciplinary study. Ed. Meise : National Botanic Garden of Belgium. 376 pp.
- 2006: Plants of the Simen. A flora of the Simen Mountains and surroundings, northern Ethiopia
- 2006: Plants of Khao Yai National Park [Thailand]
- 2006: Plants of Doi Inthanon National Park [Thailand]
- 2006: Plants of Kaeng Krachan National Park [Thailand]
- 2007: Rubiaceae of Borneo
- 2007: Flora of Thailand: Rubiaceae on the web